# Liste der Einträge im National Register of Historic Places im McLeod County

Lage des McLeod County in Minnesota

Die Liste der Einträge im National Register of Historic Places im McLeod County in Minnesota führt alle Bauwerke und historischen Stätten im McLeod County auf, die in das National Register of Historic Places aufgenommen wurden.

## Aktuelle Einträge
| [ 2 ] | Name                          | Bild                          | Eintragsdatum        | Lage                                                         | Ort        | Beschreibung                                                         |
| ----- | ----------------------------- | ----------------------------- | -------------------- | ------------------------------------------------------------ | ---------- | -------------------------------------------------------------------- |
| 1     | Glencoe Grade and High School | Glencoe Grade and High School | 2012 ID-Nr. 12000872 | 1107 11th Street, East 44° 46′ 13,9″ N, 94° 8′ 52,3″ W       | Glencoe    | 1933 errichtetes Schulgebäude                                        |
| 2     | Merton S. Goodnow House       | Merton S. Goodnow House       | 1985 ID-Nr. 85001771 | 446 South Main Street 44° 53′ 12,5″ N, 94° 22′ 10,6″ W       | Hutchinson | 1913 im Stil der Prairie Houses errichtetes Gebäude                  |
| 3     | Hutchinson Carnegie Library   | Hutchinson Carnegie Library   | 1977 ID-Nr. 77001507 | Main Street 44° 53′ 30,1″ N, 94° 22′ 5,1″ W                  | Hutchinson | 1904 errichtete Carnegie-Bibliothek                                  |
| 4     | Komensky School               | Komensky School               | 2009 ID-Nr. 09000622 | 19981 Major Avenue 44° 54′ 24,4″ N, 94° 16′ 37,5″ W          | Hutchinson | 1912 errichtetes Schulgebäude tschechischer Einwanderer              |
| 5     | McLeod County Courthouse      | McLeod County Courthouse      | 1984 ID-Nr. 84001620 | 830 11th Street, East 44° 46′ 11,3″ N, 94° 9′ 2,5″ W         | Glencoe    | 1909 im Beaux-Arts-Stil errichtetes Gerichts- und Verwaltungsgebäude |
| 6     | Harry Merrill House           | Harry Merrill House           | 2012 ID-Nr. 12000460 | 225 Washington Street, West 44° 53′ 34,4″ N, 94° 22′ 23,4″ W | Hutchinson |                                                                      |
| 7     | Winsted City Hall             | Winsted City Hall             | 1982 ID-Nr. 82002988 | 181 1st Street, North 44° 57′ 54,1″ N, 94° 2′ 47,5″ W        | Winsted    | 1895 im Queen Anne-Stil errichtetes Rathaus                          |

## Frühere Einträge
| [ 2 ] | Name                 | Bild | Eintragsdatum        | Lage                                                         | Ort        | Beschreibung                                                                  |
| ----- | -------------------- | ---- | -------------------- | ------------------------------------------------------------ | ---------- | ----------------------------------------------------------------------------- |
| 1     | American House Hotel |      | 1984 ID-Nr. 84001492 | 12th Street Ecke Ford Street 44° 46′ 15,3″ N, 94° 9′ 41,4″ W | Glencoe    | 1881 errichtetes Hotel; 1988 abgerissen und 1990 aus dem Register gestrichen  |
| 2     | Ansgar College       |      | 1978 ID-Nr. 78003073 | 700 North Main Street 44° 50′ 38,4″ N, 94° 18′ 55,5″ W       | Hutchinson | 1902 im Queen Anne-Stil errichtetes College; 1984 aus dem Register gestrichen |